# Charmaine Howell
Charmaine L. Howell, jamajška atletinja, * 13. marec 1975, Trelawny, Jamajka.
Nastopila je na olimpijskih igrah leta 2000, kjer je osvojila srebrno medaljo v štafeti 4×400 m, v teku na 800 m se je uvrstila v polfinale. Na svetovnih dvoranskih prvenstvih je osvojila srebrno medaljo v štafeti 4x400 m leta 2001.